# Thomas More
Thomas More (Latijn: Thomas Morus) (Londen, 7 februari 1478 – Tower Hill, 6 juli 1535) was een Engels jurist, staatsman, filosoof en humanist. Hij werd beroemd door zijn boek Utopia, waarin hij het politieke systeem van een fictieve ideaalstaat beschreef. More gebruikte dit boek om zich af te zetten tegen het economische en politieke beleid van Engeland. Koning Hendrik VIII van Engeland wilde de Engelse kerk afscheuren van de Rooms-Katholieke Kerk, maar Thomas More vocht voor de eenheid van de Rooms-Katholieke Kerk en heeft dat betaald met zijn leven. Hij werd in 1935 door paus Pius XI heilig verklaard.

## Leven

### Jeugd
More werd geboren op 7 februari 1478 in een Londens burgergezin. Zijn vader was rechter, zijn moeder stierf waarschijnlijk toen More jong was. Als tiener werd hij page van John Morton, de Lord Chancellor en aartsbisschop van Canterbury. More genoot daar een goede opvoeding en kwam in contact met een bredere cultuur. Na zijn verblijf bij John Morton ging More naar de Universiteit van Oxford, waar hij van 1492 tot 1494 artes (schone letteren) studeerde. Na twee jaar werd hij door zijn vader teruggeroepen naar Londen om er advocaat te worden.
Tussen 1494 en 1501 studeerde More dan ook rechten en trad hij toe tot de kringen van Engelse humanisten zoals John Holt, John Colet en William Grocyn. Hij ontwikkelde zich tot een veelzijdig humanist en bestudeerde de bijbel in zijn oorspronkelijke taal. Daarvoor onderzocht hij werken van de kerkvaders Hiëronymus en Augustinus. Daarnaast werd More ook onderwezen over de brieven van Paulus en studeerde hij Grieks bij William Grocyn. In 1499 ontmoette hij dan Erasmus. Volgens More was dat een scharnierpunt in zijn leven.

### Privéleven

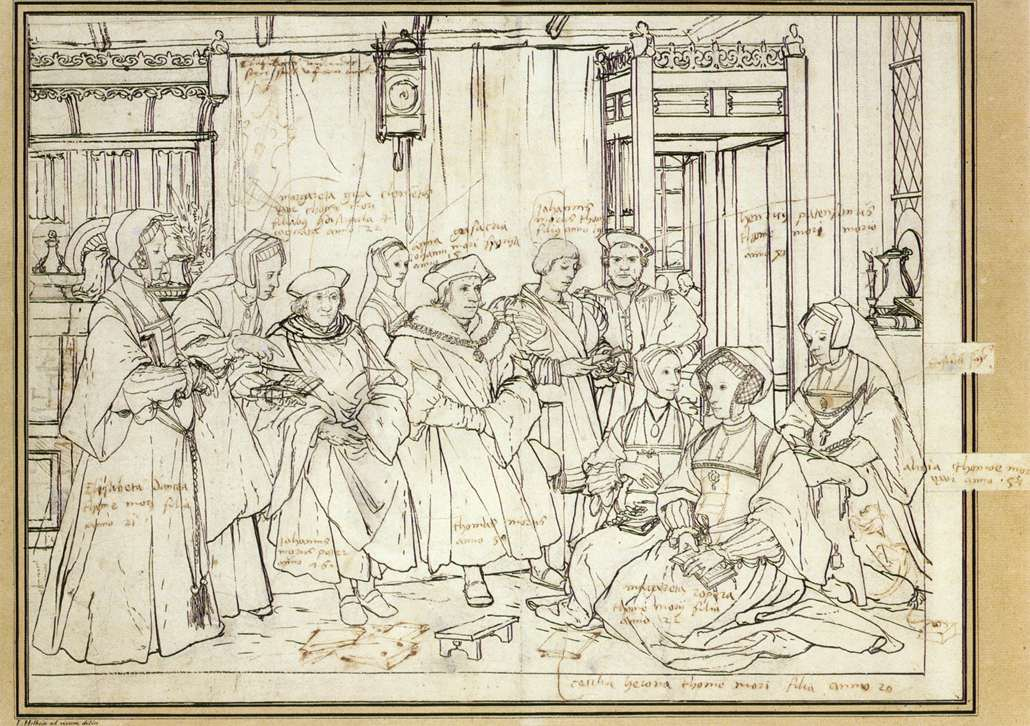
Voorstudie van de familie van Thomas More door Hans Holbein de Jongere

Tot ongeveer 1524 woonde Thomas More met zijn familie in The Old Barge in Bucklersbury, in het hart van Londen. Zijn eerste huwelijk was met Jane Colt. Er werd in de biografieën van More wel gezegd dat hij eigenlijk met haar jongere zus wilde trouwen, maar om hun vader een plezier te doen, koos hij toch voor Jane. Van Jane wordt gezegd dat ze geen opleiding had gehad. More gaf haar die, tegen haar wil in. In 1505 werd hun eerste dochter, Margaret, geboren. In 1506 volgde Elizabeth, in 1507 Cicely en waarschijnlijk in 1509 John. In 1511 overleed zijn vrouw Jane echter, waarschijnlijk tijdens een bevalling. Een maand later trouwde More met zijn tweede vrouw, Alice Middleton.
Tussen juli 1523 en januari 1524 verhuisde hij naar Chelsea, dat toen nog een rustig dorpje op de noordoever van de Theems was. Hij liet daar een villa bouwen met een grote tuin. Tussen 1524 en 1529 groeide Mores familie aanzienlijk. In het huis in Chelsea woonden hijzelf en zijn vrouw en zijn vier kinderen uit zijn eerste huwelijk. Verder had More Margaret Gigs geadopteerd en woonde Anne Cresacre bij hem in. Na hun huwelijk trokken de echtgenoten van zijn kinderen ook bij hem in. Margaret trouwde met William Roper (die Mores eerste biografie schreef). Elizabeth trouwde met William Dauncey, Cicely met Giles Heron, Margaret Gigs met John Clement (die eerder les gaf aan Mores kinderen) en als laatste trouwde John met Anne Cresacre, die dus al in het huis woonde. Aan het begin van de jaren 30 van de 16e eeuw kwamen daar nog elf kleinkinderen bij.
Al met al waren het niet de ideale omstandigheden om te studeren. More liet dan ook op het landgoed, een eindje van het grote huis vandaan, een nieuw gebouw bouwen. Hij noemde dat de New Building. In de New Building bevonden zich een kapel, een bibliotheek en een lange galerij. Dit gebouw was alleen voor Thomas More zelf bestemd. Hij gebruikte het gebouw om te bidden en om zich terug te trekken van andere mensen en de drukte van de wereld om hem heen.
More had niet veel slaap nodig. Hij stond vaak om twee uur ’s nachts op om tot zeven uur in de New Building te bidden en aan zijn literaire oeuvre te werken. Naast de kapel in de New Building was er ook een kapel in het gewone huis. Om zeven uur kwam hij uit zijn eigen gebouw naar het huis om daar samen met zijn kinderen de zeven psalmen, een litanie en gebeden op te zeggen. ’s Avonds ging de hele familie naar de kapel om psalmen te zingen. Ook ging hij elke ochtend, voordat hij aan het werk ging, naar de mis. Verder stond hij erop dat er elke avond met etenstijd uit de Bijbel werd gelezen. Zijn dochters lazen dan om beurten voor. Ook hieruit blijkt dat More een zeer gelovig man was.

### Politiek leven
In 1504 werd More lid van het Engelse Lagerhuis. De humanisten More en Erasmus voerden een uitgebreide correspondentie. Erasmus verbleef vaak bij More thuis en schreef daar in 1509 de aan More opgedragen Lof der zotheid. In 1510 werd More rechter en kort daarna undersheriff van Londen. In 1511 hertrouwde hij met Alice Middleton. Als gezant van koning Hendrik VIII van Engeland verbleef hij in 1515 in Brugge en bezocht ook Brussel, Mechelen en Antwerpen. In 1518 werd hij lid van de Privy Council en secretaris van de koning. In 1521 werd hij in de adelstand verheven tot sir Thomas More en benoemd tot onderschatbewaarder. Hij leidde verschillende diplomatieke missies. In 1529 volgde hij Thomas Wolsey op als Lord Chancellor en bekleedde deze post tot 1532. More werd zo een vooraanstaand politicus, niet alleen in Engeland, maar ook in de rest van Europa. Daarnaast was hij een beroemd humanist en geleerde en stond hij bekend als een wijs en fijnzinnig mens.

### Betrokkenheid bij vervolging van ketters
Over dit onderwerp is veel geschreven door Engelse historici en daarover is geen consensus.
Als Lord Chancellor was hij als eerste betrokken bij het juridisch proces van personen die in Londen onder verdenking van ketterij werden gearresteerd. Hij bepaalde dan of de verdachte mocht worden vrijgelaten, of waar hij gevangen moest worden gezet en naar welke bisschop hij moest worden gestuurd voor een nadere procesgang. Marteling was officieel niet wettig, behalve in gevallen van opruiende ketterij. More ontkende reeds tijdens zijn leven betrokken te zijn bij de vervolging van Protestanten, in zijn in 1533 verschenen Apology. Volgens een zestiende-eeuwse Engelse, protestantse historicus John Foxe, auteur van Het boek van de martelaren,  zou More wel degelijk zelf ketters hebben gemarteld. Onder andere volgens de geschiedkundige Diarmaid MacCulloch (geb. 1951) en andere historici uit de 20ste en 21-ste eeuw, gespecialiseerd in de geschiedenis uit deze periode,  is er geen overtuigend bewijs hiervoor; hierover is nu wel consensus.
Het levend verbranden van ketters was echter gebruikelijk in die tijd bij gevallen van koppig, compromisloos en opruiende ketterij. In Engeland was dit zowel bij protestanten als bij katholieken het geval. More steunde de Rooms-katholieke Kerk en zag de Reformatie als ketterij, een bedreiging voor de eenheid in zowel de Kerk als de (toenmalige) maatschappij. More had alle vertrouwen in de Rooms-katholieke theologie als wel het kerkelijk recht. De negatieve opvattingen van Maarten Luther over de onfeilbaarheid van de paus en het kerkelijk gezag, zag hij als een oproep de Rooms-katholieke Kerk te vernietigen en eigenlijk ook een oproep tot oorlogvoering.
Gedurende de tijd dat More Lord Chancellor was, werden zes personen op de brandstapel geëxecuteerd. In een vergelijkbare periode daarvoor, onder Thomas Wolsey, waren dat er ook zes. Echter, de doodstraf kon niet worden opgelegd door de Court of the Star Chamber, waarin More in die periode de voorzitter en rechter was. Dit hof was meer een hof van appèl.
Toch blijven eigentijdse commentatoren verdeeld over de rol van More bij de kettervervolging. Soms wordt gewezen op het gewelddadig karakter van de gevolgen van de Reformatie zoals de Duitse Boerenoorlog in 1525 die More toeschreef aan het optreden van Luther (net als Erasmus). Dan is er een formeel argument dat hem vrijpleit van handelen in strijd met zijn persoonlijke opvattingen. In zijn geschriften blijkt dat More de doodstraf immoreel, laakbaar en onrechtvaardig vond. Als Lord Chanchellor was hij een dienaar aan het koninklijke hof en dus verplicht om de geldende wetten te handhaven. Zoals zoveel juristen en bestuurders voor en na hem was hij louter een instrumenteel onderdeel van de wettelijke vastgelegde staatsmacht.

### Ter dood veroordeeld

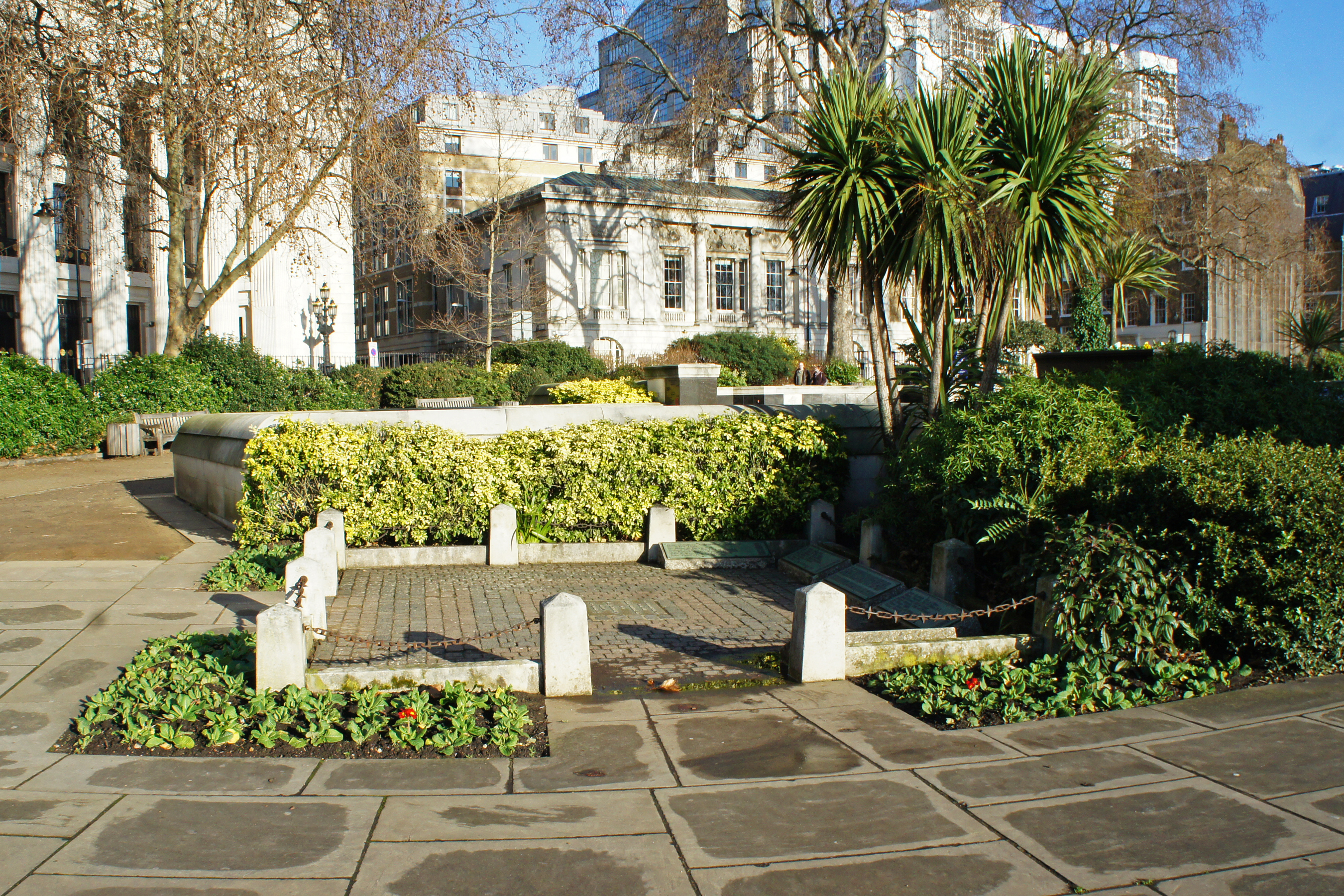
Plaats waar Thomas More onthoofd werd.

More steunde koning Hendrik VIII van Engeland bij de uitvoering van zijn politiek. Hij protesteerde echter tegen het feit dat Hendrik zich in 1528 wilde laten scheiden van Catharina van Aragon. Toen Hendrik zich distantieerde van de Kerk, nam More in 1532 ontslag. In 1534 eiste Hendrik dat alleen troonopvolging door de kinderen van Anna Boleyn als wettig zou worden erkend. More wilde hier niet aan meewerken vanwege de clausule dat men de ongeldigheid van Hendriks huwelijk met Catharina van Aragon moest erkennen en het gezag van Rome over de Engelse Kerk afwees. Deze principiële opstelling beëindigde zijn politieke carrière en More werd op 17 april 1534 in de Tower opgesloten. Zijn toezegging aan de koning zich niet verder met politiek te bemoeien werd naar de mening van de koning en zijn getrouwen gebroken, omdat hij via de Duitse ambassadeur contacten bleef onderhouden met koningin Catharina. Toen hij weigerde de Act of Supremacy (1534) te erkennen, werden deze feiten uitgelegd als hoogverraad. Hij werd door een koninklijke commissie onder druk gezet, maar hij hield voet bij stuk. Daarop werd hij ter dood veroordeeld en onthoofd op Tower Hill op 6 juli 1535.

## Werken
Naast jurist en staatsman was Thomas More ook wetenschapper en schrijver. Hij schreef zowel in het Engels als in het Latijn. Naast zijn beroemde werk Utopia, schreef hij ook een geschiedkundig werk, gedichten, religieuze polemieken en brieven.

### Utopia
De naam Utopia is afgeleid van de Griekse woorden ou (“niet”) en topos (“plaats”) en betekent dus zoiets als 'Nergensland'. Utopia beschrijft de samenleving op het fictieve eiland Utopia en de politieke, sociale en religieuze gebruiken van de eilandbewoners. Het is geschreven in de vorm van een gesprek tussen de wereldreiziger Raphael Hythlodaeus en Thomas More zelf. Hythlodaeus geeft een beschrijving van zijn bezoek aan het eiland Utopia. Volgens Hythlodaeus is Utopia de beste samenleving ter wereld. Iedereen richt zich op publieke belangen in plaats van eigenbelang. Hoewel More met Utopia kritiek leverde op het Europa van zijn tijd, schreef hij "Het is mij niet mogelijk met alles in te stemmen", maar ook "Er is heel veel dat ik zou wensen voor de landen van mijn beschavingskring." Het boek was dermate populair dat er een nieuw literair genre uit ontstond, de utopische roman.

### History of King Richard III
Mores werk over koning Richard III van Engeland was zijn enige geschiedwerk. Waarschijnlijk schreef hij zijn History of Richard III toen hij undersheriff was, een functie die hij bekleedde tussen 1510 en juli 1518. More schreef zowel een Engelse als een Latijnse versie van dit werk, maar heeft geen van beide versies ooit afgemaakt. Ze werden pas na zijn dood gepubliceerd. Vaak wordt gedacht dat de Engelse en Latijnse versies vertalingen van elkaar zijn, maar het lijkt waarschijnlijker dat More de verschillende versies schreef voor een verschillend publiek. De Latijnse versie stopt bij de kroning van Richard III en is waarschijnlijk bedoeld voor een Europees publiek. De Engelse versie, bedoeld voor Britse lezers, is uitgebreider en behandelt ook de moord op Eduard V en Richard van Shrewsbury in de Tower en de oorsprong van het complot van Buckingham. Het verhaal begint met een beschrijving van Eduard IV, die wordt gepresenteerd als de perfecte monarch. Daarna volgt een beschrijving van zijn broer Richard III en diens kwaadaardige ambities. Wanneer Eduard IV overlijdt, sluit Richard III zijn neefjes Eduard V en Richard of Shrewsbury op in de Tower en grijpt de macht. De History of King Richard III is een renaissancistisch geschiedwerk, geïnspireerd door de werken van Sallustius, Suetonius en Tacitus. Richard III wordt door More gepresenteerd als de archetypische tiran, een beeld dat door veel historici bekritiseerd wordt.

### Epigrammata
De eerste editie van Thomas Mores Epigrammata  verscheen in 1518 in Bazel, samen met de derde editie van Utopia en epigrammen van Erasmus. Twee jaar later, in 1520 kwam een nieuwe, uitgebreide versie van dit werk uit. De gedichten in de bundel Epigrammata zijn waarschijnlijk geschreven tussen 1500 en 1520. Een groot deel van deze gedichten zijn epigrammen, maar het werk bevat ook odes en elegieën. Ongeveer een derde van het aantal epigrammen in de bundel zijn Latijnse vertalingen van oorspronkelijk Griekse epigrammen, maar het grootse deel is geschreven door More zelf. De epigrammen behandelen veel verschillende, en soms ook uitzonderlijke onderwerpen, zoals koningschap, staatsbestuur, astrologen, vrouwen en priesters.

## Zalig- en heiligverklaring
In 1886 werd More zalig verklaard door paus Leo XIII. Zijn heiligverklaring vond plaats op 19 mei 1935 (samen met die van John Fisher), 400 jaar na zijn executie. Zijn feestdag werd vastgelegd op 9 juli. Na het Tweede Vaticaans Concilie werd deze datum verplaatst naar 22 juni, maar in de buitengewone vorm van de Romeinse ritus geldt nog steeds 9 juli als feestdag. 22 juni is eveneens de feestdag van Sint-John Fisher, de enige bisschop die tijdens de Engelse reformatie loyaal aan de paus bleef. Sint-Thomas More is de beschermheilige van staatslieden en politici. In 1980 voegde de Anglicaanse Kerk More en Fisher toe aan de lijst van heiligen en helden van de christelijke Kerk met feestdag op 6 juli (zijn sterfdag).

## Contradicties en controverses
In 2000 eerde paus Johannes Paulus II More door hem tot beschermheilige van politici en staatsmannen te benoemen, zeggende dat "More op een bijzondere manier de waarde demonstreerde van een moreel geweten, ook al toonden zijn acties tegen ketters de grenzen van de cultuur van zijn tijd."
Dertien jaar na Utopia schreef Thomas More in 1529 “A Dialogue concerning Heresies”, een streng doctrinair boek waarin hij geen opening laat voor dialoog met de kritische opmerkingen van protestanten en hervormers. Hij pleit daarin openlijk voor het verbranden van ketters. Hoewel More in Utopia pleitte voor godsdienstvrijheid, liet hij als kanselier van Hendrik VIII mensen vervolgen en folteren omwille van hun religie, zoals John Frith, die een Lutheraanse bijbel vertaalde in het Engels. More veroordeelde Frith tot de brandstapel. Er is dus een verschil tussen de tolerante theorie uit Utopia en zijn politieke daden. Wellicht was zijn politiek ingegeven door bezorgdheid over de stabiliteit van de maatschappij. In Utopia was hij tolerant tegenover echtscheidingen, maar in de praktijk was hij katholiek dogmatisch tegen de echtscheiding van Hendrik VIII. Ook in zijn taal was More vaak minder tolerant. Zo beschreef hij Luther in de Responsio ad Lutherum (1523) als “aap”, “dronkaard” en “gemene kleine broeder”. Onder het pseudoniem Gulielmus Rosseus schreef hij: "For as long as your reverend paternity will be determined to tell these shameless lies, others will be permitted, on behalf of his English majesty, to throw back into your paternity's shitty mouth, truly the shit-pool of all shit, all the muck and shit which your damnable rottenness has vomited up...”

## Naar hem genoemde scholen
In 1958 opende in Den Haag het Thomas More College zijn deuren. Na een aantal fusies ontstond het Terra College, dat van naam veranderde na de moord op docent Van Wieren door een leerling, en uiteindelijk is opgegaan in de Scholengroep Den Haag Zuid West onder de naam van De Haagse VMBO Economie.
Sinds 11 juli 2012 vormen in Vlaanderen de voormalige Katholieke Hogeschool Kempen, Lessius Antwerpen en Lessius Mechelen, waaronder het De Nayer-instituut in Sint-Katelijne-Waver, de geïntegreerde hogeschool Thomas More. De hoofdzetel bevindt zich in Mechelen.
Op 1 januari 2014 is de Pabo Thomas More te Rotterdam, los van de Hogeschool Leiden, verdergegaan als zelfstandige hogeschool onder de naam Thomas More Hogeschool. De wetswijziging die nodig was voor deze scheiding werd op 17 oktober 2013 aangenomen in de Tweede Kamer en op 3 december 2013 goedgekeurd door de Eerste Kamer. Het huidige Markland College in Oudenbosch, gemeente Halderberge, heette van 1960 tot 2004 Thomas More College.
In het Verenigd Koninkrijk, de Verenigde Staten, Canada en Zuid-Afrika dragen veel basisscholen en colleges de naam van Thomas More.